# Șamraiivka, Reșetîlivka
Șamraiivka (în ucraineană Шамраївка) este un sat în comuna Șevcenkove din raionul Reșetîlivka, regiunea Poltava, Ucraina.

## Demografie
Componența lingvistică a localității Șamraiivka
     Ucraineană (92,47%)
     Română (3,77%)
     Rusă (3,56%)
Conform recensământului din 2001, majoritatea populației localității Șamraiivka era vorbitoare de ucraineană (92,47%), existând în minoritate și vorbitori de română (3,77%) și rusă (3,56%).